# Bryan P. Fenton

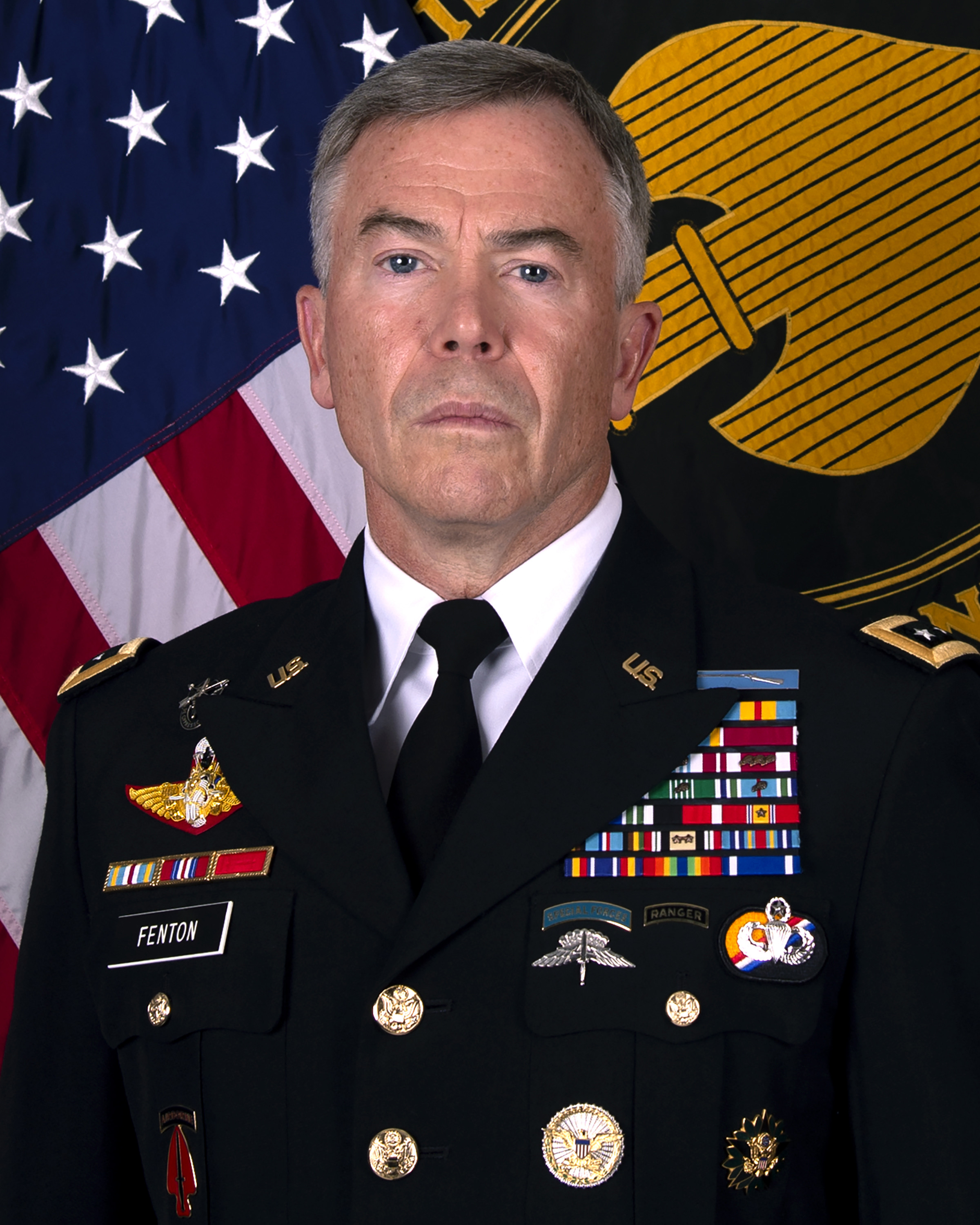
Bryan P. Fenton (2023)

Bryan P. Fenton (* 1965 in New Orleans, Louisiana) ist ein US-amerikanischer General der United States Army und amtiert derzeit als 13. Kommandeur des United States Special Operations Command.

## Leben
Bryan P. Fenton war während seiner militärischen Karriere auf der Ebene der Kompanie, des Bataillons und der Brigade als Vorgesetzter eingesetzt. Dabei absolvierte er auch mehrere Auslandseinsätze in Bosnien, Afghanistan, Irak und auf den Philippinen. Er ist ausgebildeter Fallschirmspringer.
Seit seiner Ernennung zum Brigadier General war er stellvertretender kommandierender General der 25th Infantry Division, Kommandeur des United States Special Operations Command Pacific, stellvertretender Kommandeur des United States Indo-Pacific Command und diente zwei Verteidigungsministern als Senior Military Assistant.
Vor seiner Ernennung zum Kommandeur des USSOCOM war er Kommandeur des United States Joint Special Operations Command in Fort Bragg, North Carolina. Seine für die Beförderung notwendige Anhörung im United States Senate Committee on Armed Services des Senats der Vereinigten Staaten fand im Juli 2022 statt. Er übernahm das Kommando über das USSOCOM auf der MacDill Air Force Base am 30. September 2022.
Fenton ist verheiratet und hat zwei Töchter und lebt in Knoxville, Tennessee. Er hat einen Bachelor of Business Administration der University of Notre Dame und einen Master des United States Army Command and General Staff College.

## Auszeichnungen
Auswahl der Dekorationen, sortiert in Anlehnung der Order of Precedence of Military Awards:
- Defense Distinguished Service Medal
- Defense Superior Service Medal
- Legion of Merit
- Bronze Star
- Defense Meritorious Service Medal
- Meritorious Service Medal
- Joint Service Commendation Medal
- Army Commendation Medal
- Joint Service Achievement Medal
- Army Achievement Medal